# Гаттер (філателія)

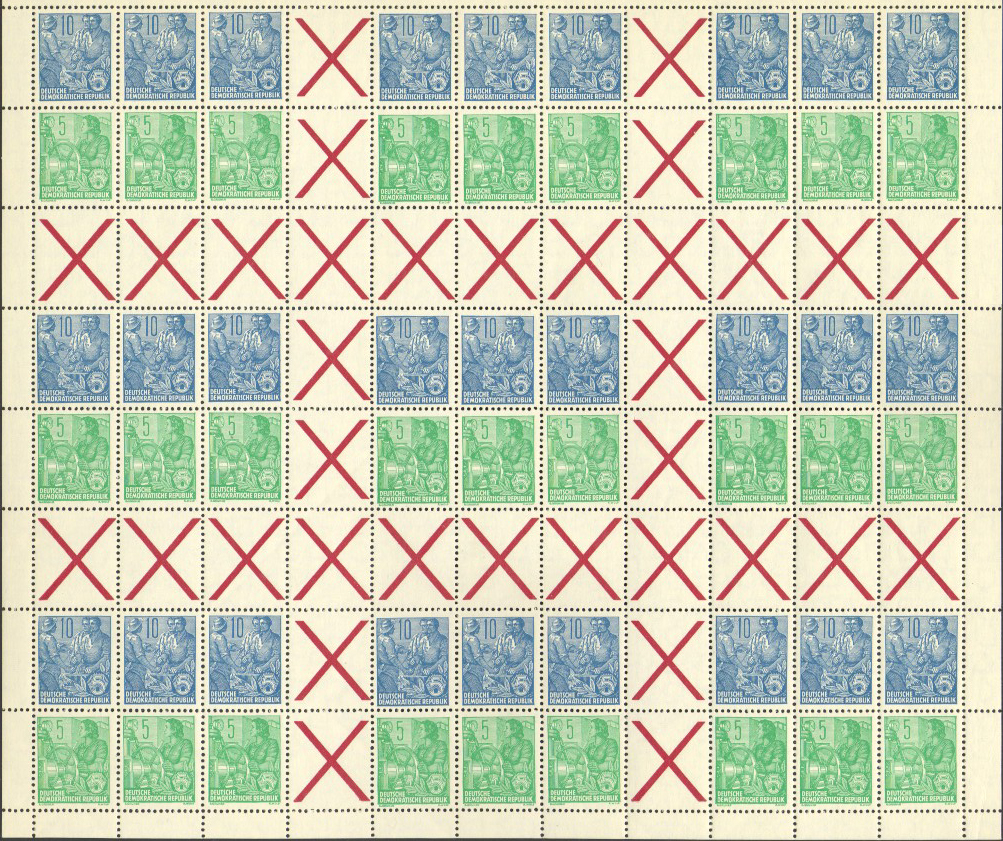
Лист марок НДР (1953) з надрукованим на доріжках (гаттерах) зображенням андріївських хрестів.

Гаттер (англ. gutter), також доріжка або сполучник, — у філателії, аналогічно поліграфії, назва смуги між поштовими марками в марковому аркуші, яка відокремлює один від одного окремі сектори, за якими великий друкарський лист буде поділено на марочні листи зручного для реалізації у поштових відділеннях формату.
Сьогодні, звісно, депресивний Blue Monday, але саме сьогодні я розсилала листи з посиланнями на чат детективного курсу «Як написати вбивство» і організаційною інформацією.

## Опис
Оскільки друкарські листи, як правило, розрізаються ще в друкарні, то на випущених в обіг марках їх зазвичай не буває. Однак іноді до колекціонерів потрапляють нерозрізані аркуші, а в деяких випадках аркуші спеціально друкуються таким чином, щоб на готовому аркуші така доріжка залишалася. Іноді на гаттерах друкуються фірмові знаки, емблеми, рекламні чи інформаційні написи чи малюнки.
В результаті відмінностей у нарізці листів залежно від позицій у листі відповідних марок виникають різні комбінації марок та доріжок:

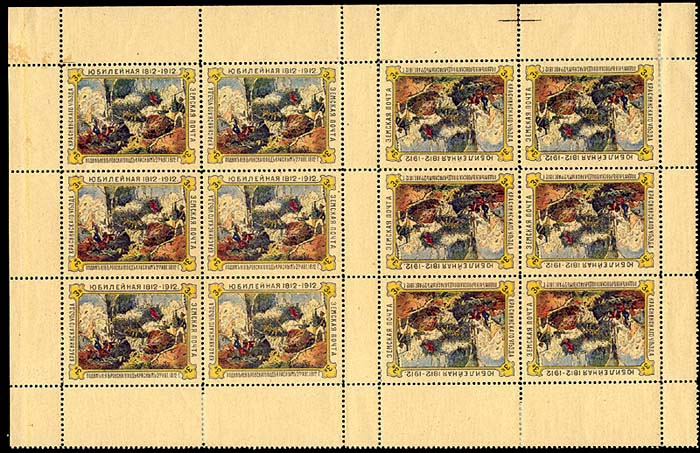
Аркуш земських марок Краснінського повіту (1912) з вузькими гаттерами

- Гаттер-пари (gutter pair; пара з доріжкою, або пара зі сполучником), — дві поштові марки, розділені гаттером (доріжкою)[1].
- Гаттер-квартблок, або квартблок з доріжкою — квартблок з чотирьох марок, коли або вертикальні, або горизонтальні пари, або й ті, й інші розділяє доріжка[2].

Оскільки зубцювання на марках перфорується звичайним чином, доріжка між марками часто виходить однакового з поштовою маркою розміру.